# Jules Verne
Jules Gabriel Verne (česká výslovnost: /žil vern/, v IPA [ʒyl vɛʁn]) (8. února 1828 Nantes – 24. března 1905 Amiens) byl francouzský spisovatel dobrodružné literatury. Je považován za jednoho ze zakladatelů žánru vědeckofantastické literatury. Jeho knihy jsou dodnes oblíbeny převážně mezi mládeží.
Je po něm pojmenován kráter Jules Verne na odvrácené straně Měsíce.

## Mládí

### Dětství
Jules Gabriel Verne se narodil 8. února 1828 v domě číslo 4 v ulici Olivier-de-Clisson na ostrůvku Île Feydeau ve městě Nantes jako první z pěti dětí pařížského právníka Pierra Vernea a Sophie Allote de la Fuÿe, která pocházela z nantské rodiny námořníků. Jules měl mladšího bratra Pierra Paula (1829–1897) a tři sestry: Annu Augustine (nar. 1836), Mathildu Augustine Rosalie (nar. 1839) a Marii Sophie (nar. 1842).
V roce 1834 byl poslán do penzionátu při škole, kterou vedla paní Sambinová. O rok později nastoupil s bratrem do školy Saint-Stanislas, která byla vedena v přísném katolickém duchu. Byl velmi nadaným žákem – obdržel několik ocenění, např. za zeměpis, latinu či řečtinu. Další roky školy strávil v semináři Saint-Donatien, který popsal ve svém nedokončeném románu Kněz v roce 1839 (Un prêtre en 1839).
Roku 1839 se nechal – dle legendy – najmout ve věku jedenácti let jako plavčík na loď do Indie, jeho rodiče to však zjistili a cestě zabránili. Údajně chtěl splnit slib a dovézt sestřenici Caroline Tronsonové korálový náhrdelník. Otci musel slíbit, že od této doby bude cestovat jen ve svých snech. Dle jeho vzpomínek však tato legenda nemusí být úplně mimo realitu – údajně nastoupil na palubu plachetnice, důkladně ji prozkoumal a vše si „osahal“.
Mezi lety 1844 a 1846 navštěvoval s bratrem Paulem Lycée Royal (dnes Clemenceau). Maturitu složil 29. července 1846 v Rennes.

### Studia
Roku 1847 odjel Jules na žádost otce do Paříže studovat práva. Zamiloval se do Rose Herminie Arnaud Grossetière a začal skládat první básně, ve kterých ji opěvoval. Idylka měla bohužel krátké trvání – rodiče Herminie těžce snášeli, že o ni má zájem mladý student bez jisté budoucnosti. Zaslíbili ji jinému, za kterého se provdala 19. července 1848. Jules si svůj vztek vybíjel psaním. Tento sňatek se odrazil v celé řadě jeho pozdějších literárních postav – dívek, které byly provdány proti své vůli. Spisovatel Jules Verne projevoval ve svých dílech určitou zášť vůči rodnému kraji a tamním lidem.
Roku 1848 se definitivně usadil v Paříži, kam si s sebou vzal ještě nedokončený román Kněz v roce 1839, divadelní hry včetně dvou tragédií a své básně. Nastěhoval se do nájemního bytu v ulici l'Ancienne Comédie, který sdílel s Édouardem Bonamym, který byl stejně jako on student a pocházel také z Nantes. Do Paříže přijel Verne v době vrcholící únorové revoluce 1848, kdy se v ulicích stavěly barikády. Své dojmy popisoval v dopisech domů.
Jeho strýc Châteaubourg jej brzo uvedl do literárních salónů, které pak s gustem navštěvoval. Nadchnul se pro divadlo a pustil se do psaní her, které ale zůstaly z větší části nevydané až do roku 2005. Vrhl se na četbu Victora Huga, Alexandra Dumase, Alfreda de Vigny, Alfreda de Musset, ale z dramatiků preferoval zejména Shakespeara a Molièra.
Z jeho současníků ho nejvíce ovlivnil Victor Hugo: „Byl jsem navýsost pod vlivem Victora Huga, velmi nadšený opakovanou četbou jeho díla. V té době jsem mohl recitovat z hlavy celé pasáže z Notre Dame de Paris, ale byly to jeho divadelní hry, které mě ovlivnily nejvíce, a právě pod tímto vlivem, asi ve věku sedmnácti let, jsem napsal nemálo tragédií a komedií, nepočítaje v to romány.“
V této době psal rodičům hlavně o svých finančních problémech. Nicméně v březnu 1849 upoutala jeho pozornost cholera, která postihla Paříž. Byl také povolán do zbraně, což nesl velmi nelibě a projevil tak svůj antimilitaristický postoj, který jej až do konce života neopustil.
Aby se Verne nějak uživil, dával hodiny (což nesl nelibě jeho otec) a vypomáhal u přítele advokáta. Od této doby se také datovalo Verneovo špatné zdraví – časté hladovění mu působilo problémy se zažíváním a žaludkem, k čemuž je nutno přičíst dědičné předpoklady k gastrickým obtížím a hlavně pak patologickou bulimii, kterou uvádí Verneův životopisec Christian Chelebourg. Životopisec Herbert Lottmann však ve své knize Jules Verne – život a dílo klasika sci-fi uvádí kolitidu. Dále byl postižen paralýzou obličejových nervů, která se mu za život vrátila celkem čtyřikrát, údajně zapříčiněná zánětem středního ucha.
I přes své zdravotní obtíže složil Jules Verne právnické zkoušky a mohl tak začít pracovat jako advokát. Spolu s přáteli začal organizovat pravidelné večeře nazvané „Jedenáct bez ženy“.

## Literární dráha

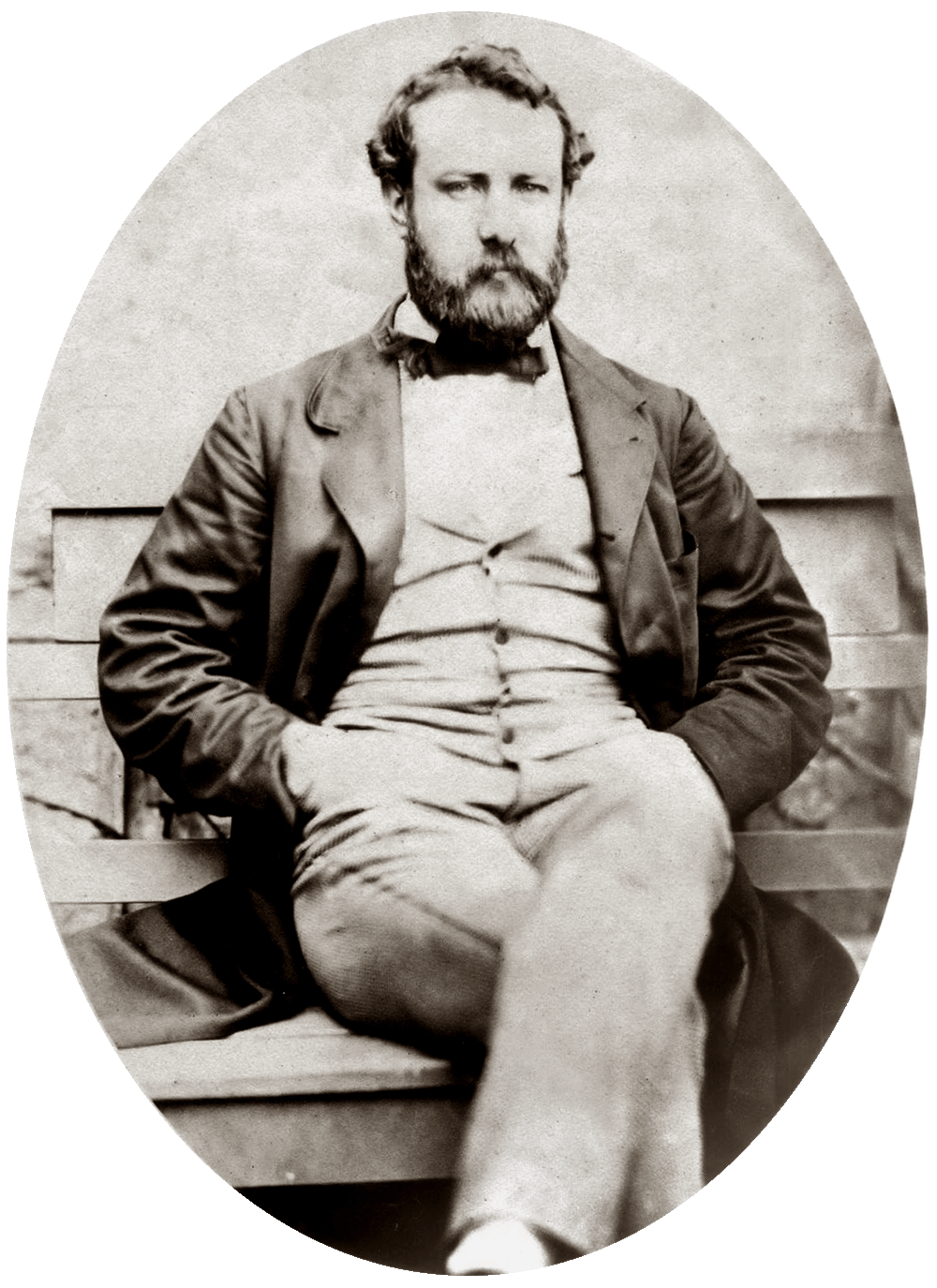
Jules Verne 1856

Již v mládí se pokoušel Verne o literární činnost. Psal (bez většího ohlasu) básně, povídky, písně, libreta a divadelní hry, např. Zlomená stébla (1849). Díky návštěvám literárních salónů v Paříži se dostal do kontaktů mimo jiné s Alexandrem Dumasem a jeho synem. Představil jim rukopis komedie Les Pailles rompues, která byla také roku 1850 uvedena na prkna divadla.
O rok později se seznámil se šéfredaktorem revue Musée des familles Pitre-Chevalierem, který mu vydal několik povídek, aniž by je podroboval cenzuře či žádal jejich přepisování. Jiné to bylo u vydavatele Pierra-Julese Hetzela. Jako důkaz stačí porovnat vydání v revue a ta, která pak vyšla u Hetzela. V této době je také angažován jako sekretář v divadle, ale nedostával plat – odměnou mu bylo to, že byly uváděny jeho hry, často ve spolupráci s Michelem Carré. Až do 1855 byl velice plodným dramatikem.
Postupně se nadchl pro vědu a geografii. Seznámil se s proslulým Jacquem Aragem, který pokračoval v objevování světa i přes svou slepotu. Ten jej také přivedl k pro něj novému literární žánru – cestopisu.
V roce 1862 se seznámil s nakladatelem Pierrem-Julesem Hetzelem, který vydal jeho dobrodružný román Pět neděl v baloně. Ten měl tak obrovský úspěch, že nakladatel nabídl Verneovi exkluzivní smlouvu na dvacet let, v níž se Verne zavázal napsat dva svazky ročně (nejde o počet titulů, protože některé romány byly několikasvazkové). Tato smlouva Vernea finančně zajistila a umožnila mu živit se pouze psaním. Pierre-Jules Hetzel také vymyslel souhrnný název pro Verneovo dílo, a to Podivuhodné cesty (Les Voyages extraordinaires), které měly podle něho „shrnout všechny znalosti zeměpisné, geologické, fyzikální, astronomické, tak jak je shromáždila moderní věda, a zpracovat tak barvitým a poutavým způsobem … dějiny světa“.

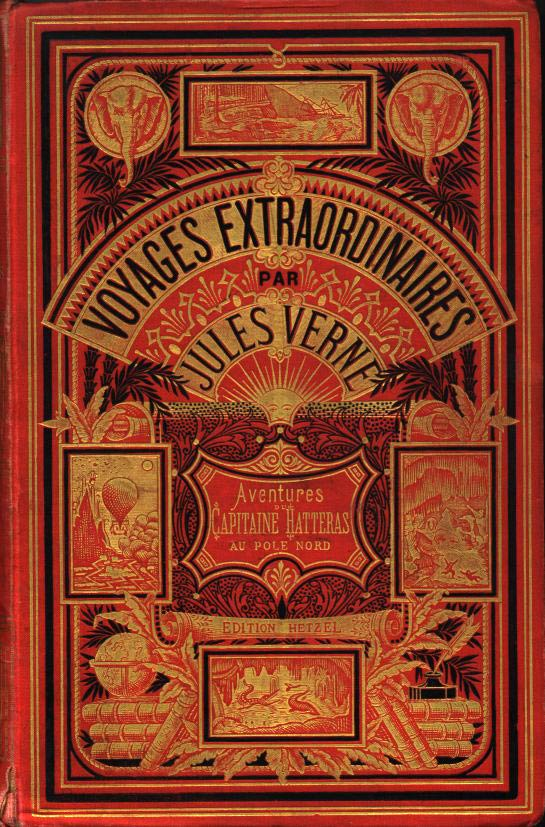
Voyages et aventures du capitaine Hatteras, typická vazba francouzského vydání Verneova cyklu Podivuhodných cest od nakladatele Pierra-Julese Hetzela.

Roku 1864 uzavřeli Hetzel a Verne druhý kontrakt na napsání dějin velkých zeměpisných objevů. Na tomto díle Verne spolupracoval s Gabrielem Marcelem (1843–1909), knihovníkem ve francouzské Národní knihovně (Bibliothèque Nationale) v Paříži. Důvodem spolupráce bylo především to, že Verne uměl mluvit a číst pouze francouzsky, zatímco velké množství informací, které potřeboval ve své práci použít, bylo dostupné pouze v cizích jazycích, které Marcel velmi dobře ovládal.

## Manželství, obchodování na burze a cesty
Od té doby, co Verne založil skupinu „Jedenáct bez ženy“, se všichni jeho přátelé oženili. Tak se i on začal poohlížet po vhodné partnerce. Na jedné ze svateb, kterých se zúčastnil, se seznámil se sestrou nevěsty, 26letou vdovou Honorií Morelovou (1830–1910), matkou dvou dcer. Roku 1857 se s ní oženil. Měli pak spolu syna Michela, který po jeho smrti dopsal některá jeho nedokončená díla. Jelikož si byl vědom toho, že psaní jej natrvalo neuživí, rozhodl se Verne investovat na burze a obchodovat s akciemi. Půjčku do začátku mu poskytl otec. Pokud nebyl zrovna na burze, zavíral se do pracovny a usilovně psal.
Roku 1886 Verne jen těsně unikl smrti, když na něj zřejmě v pominutí smyslů vystřelil z revolveru jeho synovec Gaston (1860–1916), syn jeho bratra Paula. Verneovi se ale podařilo srazit synovcovi zbraň a byl jenom zraněn.
Jules Verne hodně cestoval a některé zážitky z těchto cest zapracoval i do svých románů. Již roku 1859 navštívil Anglii a Skotsko, v roce 1861 se vydal do Skandinávie, roku 1867 do USA, dále pak navštívil např. roku 1878 severní Afriku a roku 1881 Nizozemsko, Německo a Dánsko.
V roce 1888 byl zvolen radním města Amiens. Jako památka na jeho působení zůstalo v Amiens technicky zajímavé divadlo, jehož nosná část je řešena originálně použitými komíny.

## Otázky autorství Verneových děl
Autorství některých knih Julese Vernea je sporné. Tak například je dnes již doloženo, že román Trosečník z Cynthie napsal jiný francouzský spisovatel André Laurie (Verne provedl pouze kontrolní práce a jeho jméno bylo přidáno z komerčních důvodů). Již předtím Verne upravil, a to velmi podstatně, dva jiné Laurieho rukopisy. Tyto texty se staly základem dvou románů, vydaných rovněž pod jménem Julese Vernea: Ocelové město a Hvězda jihu. Rovněž tak romány dokončené nebo přepracované jeho synem Michelem Vernem (např. Lodivod dunajský, Honba za meteorem nebo Podivuhodná dobrodružství výpravy Barsacovy) se podle posledních výzkumů dosti liší od původních Verneových textů. Ke stálým Verneovým spolupracovníkům patřil jeho bratr Paul (1829–1897), kapitán dálkové plavby, který měl podíl na všech jeho knihách týkajících se moře a námořnictví. Za pravidelného Verneova spolupracovníka musíme považovat i nakladatele Hetzela, který byl pravidelně prvním čtenářem jeho děl. Jejich vzájemná korespondence a analýza původních rukopisů poukazují na to, že Hetzel nejen přispíval mnoha nápady, ale prováděl také v rukopisech změny.

## Poslední léta života a odkaz
Jules Verne je považován, společně s anglickým spisovatelem Herbertem Georgem Wellsem, za zakladatele žánru vědeckofantastické literatury (science-fiction). Dá se říci, že Verne ve svých dílech předpověděl celou řadu vědeckých a technických objevů a vynálezů, např. dálkové lety řiditelným balónem, velkorážní dělo, videofon, skafandr, kosmické cesty, elektrický motor, tank, vrtulník a další.
Jules Verne zemřel 24. března 1905 v Amiensu. Jeho syn Michel Verne se postaral o vydání jeho posledního originálního románu Zatopená Sahara a poté knihou Maják na konci světa zahájil dlouhodobé vydávání dalších svazků Podivuhodných cest. V těchto dílech však Michel prováděl (jak již bylo řečeno) velké změny, takže originální verze byly vydány až koncem 20. století.
V první polovině 20. století někteří Verneovi životopisci uváděli, že Verne je polského původu a jmenuje se ve skutečnosti Oleskiewicz (verne je francouzsky olše). Tuto fámu o sobě patrně rozšířil sám Verne, který historkami na toto téma často bavil společnost.

## Dílo

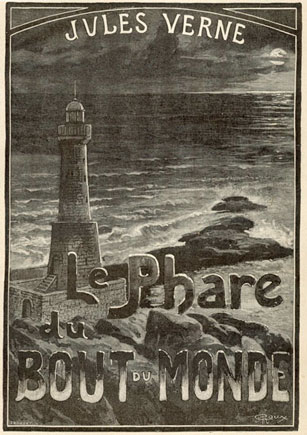
„Maják na konci světa“ je považován za jeden z nejlepších románů Julese Verna.

### Podivuhodné cesty
Za Verneova života obsahoval cyklus Podivuhodné cesty padesát čtyři titulů (mimo cyklus stála kniha povídek Doktor Ox a román Trosečník z Cynthie, napsaný společně s Andrém Lauriem). Autorův syn, Michel Verne, rozšířil cyklus ještě o dalších osm knih (počínaje Majákem na konci světa).
1. Pět neděl v baloně (Cinq semaines en ballon, 1863, 1 sv.),
2. Dobrodružství kapitána Hatterase (Voyages et aventures du capitaine Hatteras, 1864–1866, 2 sv.),
3. Cesta do středu Země (Le voyage au centre de la terre, 1864, 1 sv.),
4. Ze Země na Měsíc (De la Terre à la Lune, 1865, 1 sv.),
5. Děti kapitána Granta (Les enfants du capitaine Grant, 1867–1868, 3 sv.),
6. Dvacet tisíc mil pod mořem (Vingt mille lieues sous les mers, 1869–1870, 2 sv.),
7. Okolo Měsíce (Autour de la Lune, 1870, 1 sv.),
8. Plující město (Une ville flottante, 1871, 1 sv.) – v jednom svazku s tímto románem vyšla současně Vernova historická novela Prorazili blokádu (Les Forceurs de blocus) z období americké občanské války, napsaná již roku 1865.
9. Dobrodružství tří Rusů a tří Angličanů (1872, Aventures de trois Russes et de trois Anglais, 1 sv.),
10. Země kožešin (Le pays des fourrures, 1873, 2 sv.),
11. Cesta kolem světa za osmdesát dní (Le tour du monde en quatre–vingts jours, 1873, 1 sv.),
12. Tajuplný ostrov (L’île mystérieuse, 1875, 3 sv.),
13. Chancellor (Le Chancellor, 1875, 1 sv.) – v jednom svazku s tímto románem vyšla současně Vernova historická novela Martin Paz z roku 1851.
14. Carův kurýr (Michel Strogoff, 1876, 2 sv.) – v jednom svazku s tímto románem vyšla současně Vernova historická novela Drama v Mexiku (Un drame au Mexique) z roku 1851.
15. Na kometě (Hector Servadac, 1877, 2 sv.), česky též jako Světem slunečním,
16. Černé indie (Les Indes noires, 1877, 1 sv.),
17. Patnáctiletý kapitán (Un capitaine de quinze ans, 1878, 2 sv.),
18. Ocelové město (Les cinq cents millions de la Bégum – „Pět set miliónů Begumy“, 1879), 1 sv.) – v jednom svazku s tímto románem vyšel současně kratší Vernův historický příběh Vzbouřenci na lodi Bounty (Les Révoltés de la Bounty).
19. Číňanovy trampoty v Číně (Les tribulations d’un Chinois en Chine, 1879, 1 sv.), česky též jako O život,
20. Zemí šelem (La maison à vapeur – „Dům na páru“, 1880, 2 sv.), česky též jako Nana Sahib nebo jako Ocelový olbřím,
21. Tajemství pralesa (La Jangada, 1881, 2 sv.), česky též jako Osm set mil po Amazonce,
22. Škola robinsonů (L'école des robinsons, 1882, 1 sv.), česky též jako Dva Robinsoni,
23. Zelený paprsek (Le rayon vert, 1882, 1 sv.), – v jednom svazku s tímto románem vyšla současně Vernova krátká satirická povídka Deset hodin na lovu (Dix Heures en chasse) z roku 1881.
24. Tvrdohlavý Turek (Kéraban le têtu – „Paličatý Kéraban“, 1883, 2 sv.),
25. Hvězda jihu (L'étoile du sud, 1884, 1 sv.),
26. Archipel v plamenech (L'archipel en feu, 1884, 1 sv.),
27. Matyáš Sandorf (Nový hrabě Monte Christo) (Mathias Sandorf, 1885, 3 sv.),
28. Robur Dobyvatel (Robur le Conquérant, 1886, 1 sv.), česky též jako Vzducholodí kolem světa,
29. Los číslo 9672 (Un billet de loterie (Le número 9672), 1886, 1 sv.) – v jednom svazku s tímto románem vyšla současně Vernova fantastická novela Fffff...plesk! (Frritt-Flacc) z roku 1884.
30. Sever proti Jihu (Nord contre Sud, 1887, 2 sv.),
31. Cesta do Francie (Le chemin de France, 1887, 1 sv.) – v jednom svazku s tímto románem vyšla současně Vernova satirická novela na britský kolonialismus Gil Braltar.
32. Dva roky prázdnin (Deux ans de vacances, 1888, 2 sv.),
33. Bezejmenná rodina (Famille sans nom, 1889, 2 sv.),
34. Zmatek nad zmatek (Sans dessus dessous, 1889, 1 sv.),
35. Oceánem na kře ledové (César Cascabel, 1890, 2 sv.),
36. V pustinách australských (Mistress Branican – „Paní Branicanová“, 1891, 2 sv.), česky též jako Zajatec pustin,
37. Tajemný hrad v Karpatech (Le château des Carpathes, 1892, 1 sv.),
38. Claudius Bombarnak (Claudius Bombarnac, 1892, 1 sv.),
39. Malý Dobráček (P’tit-Bonhomme, 1893, 2 sv.),
40. Neobyčejná dobrodružství mistra Antifera (Mirifiques aventures de maître Antifer, 1894, 2 sv.), česky též jako Dobrodružná závěť,
41. Plovoucí ostrov (L'île hélice, 1895, 2 sv.),
42. Vynález zkázy (Face au drapeau – „Tváří k praporu“, 1896, 1 sv.), česky též jako Tváří v tvář praporu vlasti,
43. Milionář na cestách (Clovis Dardentor, 1896, 1 sv.),
44. Ledová sfinga (Le sphinx des glaces, 1897, 2 sv.),
45. Na vlnách Orinoka (Le superbe Orénoque – „Nádherné Orinoko“, 1898, 2 sv.),
46. Závěť výstředníka (Le testament d’un excentrique, 1899, 2 sv.), česky též jako Hra o dědictví,
47. Druhá vlast (Seconde patrie, 1900, 2 sv.),
48. Ves ve vzduchu (Le village aérien, 1901, 1 sv.), česky též jako Podivuhodné setkání v džungli,
49. Záhadné dobrodružství velrybářské lodi (Les histoires de Jean–Marie Cabidoulin – „Příběhy Jeana-Marie Cabidoulina“, 1901, 1 sv.),
50. Bratři Kipové (Les frères Kip, 1902, 2 sv.),
51. Cestovní stipendia (Bourses de voyage, 1903, 2 sv.),
52. Drama v Livonsku (Un drame en Livonie, 1904, 1 sv.),
53. Pán světa (Maître du monde, 1904, 1 sv.),
54. Zatopená Sahara (L'invasion de la mer – „Vpád moře“, 1905, 1 sv.),
55. Maják na konci světa (Le Phare du bout du monde, 1905, 1 sv.),
56. Zlatá sopka (Le volcan d'or, 1906, 1 sv.),
57. Trampoty páně Thompsonovy (L'agence Thompson and Co., 1907, 2 sv.),
58. Honba za meteorem (La chasse au météore, 1908, 1 sv.),
59. Lodivod dunajský (Le pilote du Danube, 1908, 1 sv.),
60. Trosečníci z lodi Jonathan (Les naufragés du Jonathan, 1909, 2 sv.),
61. Tajemství Viléma Storitze (Le secret de Wilhelm Storitz, 1910, 1 sv.),
62. Podivuhodná dobrodružství výpravy Barsacovy (L’étonnante aventure de la mission Barsac, 1919, 1 sv.).

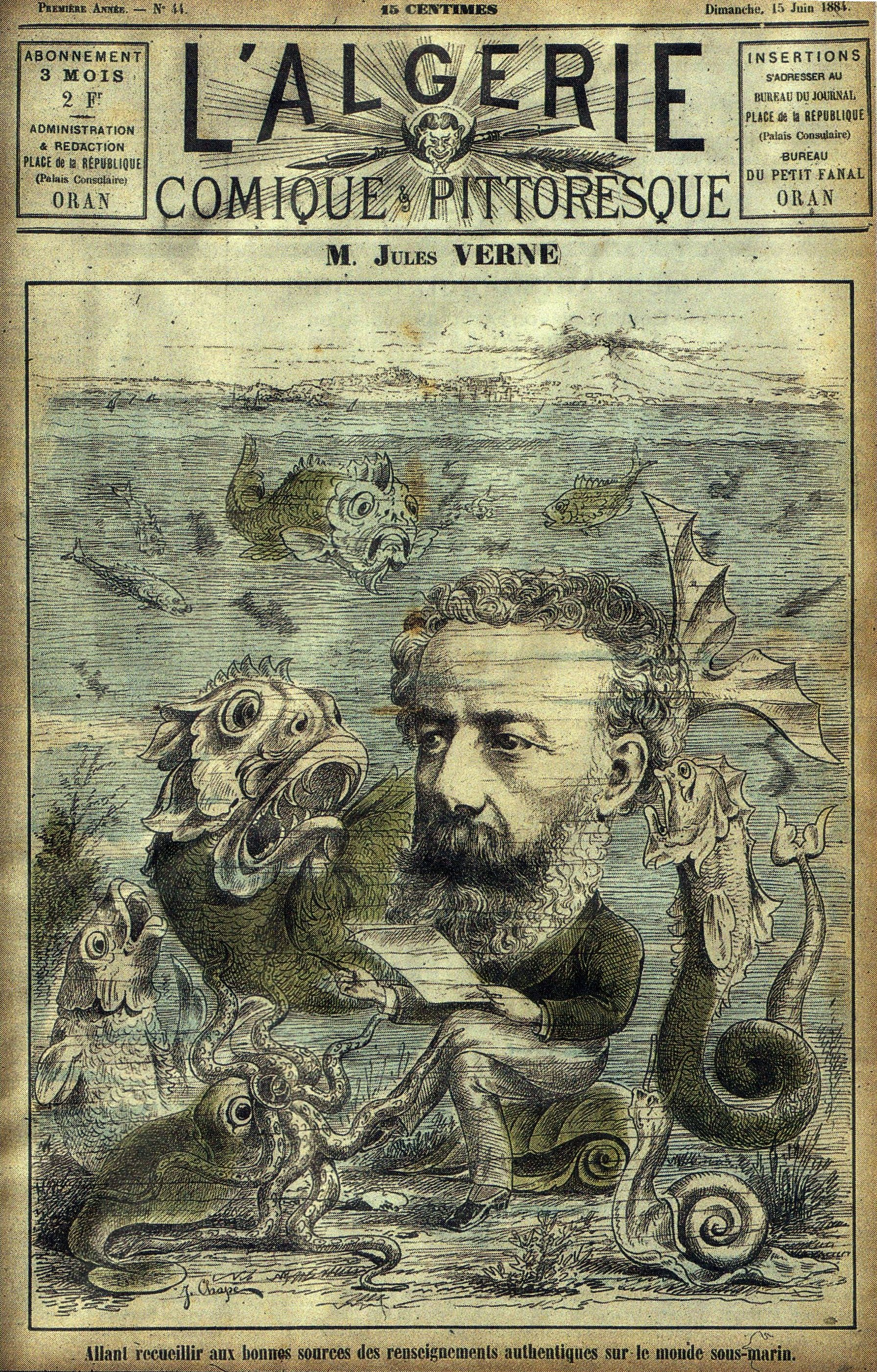
Jules Verne a „příšery“ z jeho novel

### Další díla
- Kněz v roce 1839 (Un Prêtre en 1839), první Vernova próza, nedokončený román napsaný v letech 1846–1847. Dílo bylo prvně vydáno až v roce 1992
- Cesta pozpátku do Anglie a Skotska (Voyage à reculons en Angleterre et en Écosse), román, který Verne napsal v zimním období let 1859–1860, a jehož námět vytěžil ze své cesty do zmíněných dvou zemí. Prvně byl vydán až roku 1989.
- Paříž ve dvacátém století (Paris au XXe siècle), román z roku 1863, který Hetzel odmítl vydat pro jeho přílišný pesimismus. Verne pak rukopis založil mezi své ostatní rukopisy. Teprve roku 1989 byl objeven Vernovým pravnukem a roku 1994 vydán.
- Hrabě de Chanteleine, (Le Comte de Chanteleine), historický dobrodružný román, který Jules Verne publikoval koncem roku 1864 v časopise Musée des Familles a jehož knižního vydání se za svého života nikdy nedočkal.
- Edgard Poe et ses œuvres (1864, Edgar Poe a jeho dílo), esej publikovaný v časopise Musée des Familles.
- Ilustrovaný zeměpis Francie (Géographie illustrée de la France et de ses colonies, 1866), dílo započaté profesorem Théophilem Lavalléem (1804–1866) a po jeho smrti na žádost Hetzela Vernem dokončené.
- Strýček Robinson (L'Oncle Robinson), román z roku 1871, který nakladatel Hetzel odmítl vydat a jehož většinu textu Verne využil pro napsání prvního dílu Tajuplného ostrova. Kniha vyšla samostatně až roku 1991.
- Historie velkých objevů (Découverte de la Terre (Histoire générale des grands voyages et des grands voyageurs), 1870–1880), několikadílný geografický a historický spis.
- Doktor Ox (Le docteur Ox, 1874), sbírka autorových novel a povídek, kromě titulní novely Doktor Ox z roku 1872 obsahuje kniha ještě Drama ve vzduchu (Un Drame dans les Airs, 1851), Mistr Zachariáš (Maître Zacharius, 1854), Zajatci polárního moře (Un Hivernage dans les Glaces, 1855) a cestopisnou črtu Vernova bratra Paula Čtyřicátý francouzský výstup na Mont Blanc (La quarantieme ascension française du Mont-Blanc).
- Cesty na divadle (Les Voyages au théâtre, 1881), společné vydání tří divadelních her (Cesta kolem světa za osmdesát dní, Děti kapitána Granta, Michail Strogov), které Verne napsal společně s francouzským dramatikem Adolphem D'Ennerym,
- Trosečník z Cynthie (L’Épave du Cynthia, 1885), román napsaný společně s André Lauriem,
- Včera a zítra (Hier et demain, 1910), sbírka posmrtně vydaných novel a povídek uspořádaná Verneovým synem Michelem. Verneovo autorství těchto děl je však dosti problematické. Některé povídky napsal ve skutečnosti jeho syn a i v těch, které původně napsal otec Jules Verne, provedl syn Michel Verne své vlastní úpravy. Kniha obsahuje tyto povídky a novely: Rodina Krysáků (La famille Raton, 1891), Pan Dis a slečna Es (Monsieur Ré-Dieze et Mademoiselle Mi-Bémol, 1893), Osud Jeana Morénase (La Destinée de Jean Morénas) a Humbuk (Le Humbug) z Verneovy pozůstalosti a dvě díla Michela Vernea: Ve XXIX. století (Au XXIXe siecle, 1889) a Věčný Adam (L'Éternel Adam, 1910).

## Ilustrátoři

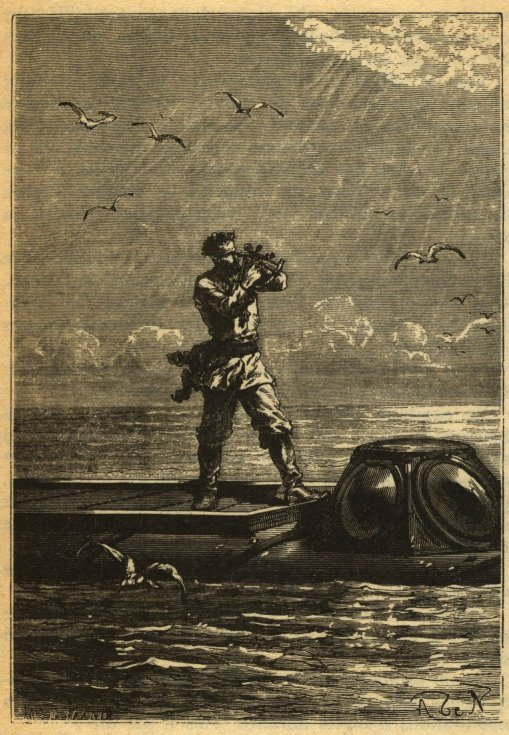
Kapitán Nemo, ilustrace Edouarda Rioua a Alphonsa de Neuvilla k románu Julese Vernea Dvacet tisíc mil pod mořem.

### Hlavní ilustrátoři
1. Édouard Riou (1833–1900): v letech 1863–1881 ilustroval osm Verneových děl.
2. Jules Férat (1819–1889): v letech 1871–1881 ilustroval šest Verneových románů, tři jeho novely a knihu jeho divadelních her Cesty na divadle.
3. Léon Benett (1839–1917): v letech 1873–1910 ilustroval dvacet osm Verneových děl.
4. George Roux (1850–1929): v letech 1885–1919 ilustroval dvacet Verneových románů, tři jeho novely a podílel se na ilustracích knihy Verneových povídek Včera a zítra.

### Ilustrátoři jednotlivých děl
- Alexandre de Bar (1821–1908) ilustroval společně s Jeanem-Valentinem Foulquierem román Hrabě de Chanteleine.
- Gédéon Baril (1832–1906)) ilustroval povídku Deset hodin na lovu.
- Émile-Antoine Bayard (1837–1891) ilustroval společně s Alphonsem de Neuvillem román Okolo Měsíce a samostatně povídku Drama ve vzduchu ze sbírky Doktor Ox.
- Alfred Quesnay de Beaurépaire (1830–1898) ilustroval společně s Julesem Fératem Zemi kožešin.
- Hubert Clerget (1818–1889) ilustroval společně Édouardem Riouem Ilustrovaný zeměpis Francie.
- S. Drée (?) ilustroval historický příběh Vzbouřenci na lodi Bounty.
- Jean-Valentin Foulquier (1822–1896) ilustroval společně s Alexandrem de Barem román Hrabě de Chanteleine.
- Lorenz Frølich (1820–1908) ilustroval novelu Doktor Ox ze stejnojmenné povídkové sbírky.
- Adrien Marie (1848–1891) ilustroval novelu Zajatci polárního moře ze sbírky Doktor Ox.
- Henri Meyer (1844–1899) ilustroval Patnáctiletého kapitána a společně s Léonem Benettem, Édouardem Riouem a Julesem Fératem knihu Vernových divadelních her Cesty na divadle.
- Henri de Montaut (1840–1905) ilustroval společně s Ědouardem Riouem Pět neděl v balóně a Dobrodružství kapitána Hatterase a samostatně Ze Země na Měsíc.
- Félicien de Myrbach (1853 – ?) ilustroval společně s Léonem Benettem a Georgem Rouxem knihu povídek Včera a zítra.
- Alphonse de Neuville (1835–1885) ilustroval společně Ědouardem Riouem Dvacet tisíc mil pod mořem, s Émilem-Antoinem Bayardem Okolo Měsíce a s Léonem Benettem Cestu kolem světa za osmdesát dní.
- Paul-Dominique Philippoteaux (1845–1923) ilustroval román Na kometě (1877) a společně s Léonem Benettem několikadílný geografický a historický spis Historie velkých objevů.
- François Schuiten (1956) ilustroval Paříž ve dvacátém století (vydáno 1994).
- Théophile Schuler (1821–1878) ilustroval povídku Mistr Zachariáš ze sbírky Doktor Ox.
- Jacques Tardi (1946) ilustroval román Kněz v roce 1839 (vydáno 1992) a sbírku povídek z pozůstalosti San Carlos (vydáno 1993).
- Georges Tiret-Bognet (1855–1930) ilustroval Bezejmennou rodinu.
- Edmond Yon (1836–1897) ilustroval povídku Čtyřicátý francouzský výstup na Mont Blanc ze sbírky Doktor Ox.

## Verneovo dílo v Česku
Pro české čtenáře objevil knihy Julese Vernea Jan Neruda, který si během svého pobytu v Paříži v roce 1863 koupil knihu Pět neděl v balóně a přivezl ji do Prahy. V roce 1869 díky Nerudovi vyšel v knižnici Matice lidu první Verneův román přeložený do češtiny – Cesta kolem Měsíce. Nakladatel Josef Richard Vilímek v letech 1893–1935 vydal 52 Verneových románů. Vilímek také nepoužil přesný překlad názvů knih a názvy značně upravil. Tyto úpravy se používají dodnes.
Později vydávalo Verneovy romány Státní nakladatelství dětské knihy v edici Podivuhodné cesty a Mladá fronta v edici Spisy Julese Verna. Kratší práce vydávalo nakladatelství Albatros v sešitové edici Karavana a v roce 2008 začalo vydávat novou řadu třinácti Verneových románů převyprávěných Ondřejem Neffem. Po roce 1989 se do vydávání kompletního díla Julese Vernea pustilo brněnské nakladatelství Návrat, které do současné doby vydalo 83 svazků a ve vydávání dalších pokračuje. Dalším významným novodobým vydavatelem je Josef Vybíral, ve vydávání dále pokračuje i nakladatelství Omega. Rozsáhlou kolekci vydalo také nakladatelství Hachette.
V socialistickém Československu byly z Verneových textů občas vypouštěny nebo upravovány části s náboženskými odkazy.
Na motivy Verneových románů natočil český režisér Karel Zeman filmy Vynález zkázy (1958), Ukradená vzducholoď (1966) a Na kometě (1970), Ludvík Ráža film Tajemství Ocelového města (1978) a Oldřich Lipský film Tajemství hradu v Karpatech (1981). Roku 1967 vznikl francouzsko–český televizní černobílý film Tajemství Viléma Storitze (režie: Eric Le Hung), který se odehrává v Praze.
V srpnu 1892 Jules Verne na necelé dva týdny údajně navštívil Slovensko, kde mu podle zpráv byl společníkem mladý evangelický kněz Ján Maliarik (1869–1946). O rok později vydal Verne román Tajemný hrad v Karpatech.